# افتخارات دنیوی چنین می‌گذرند

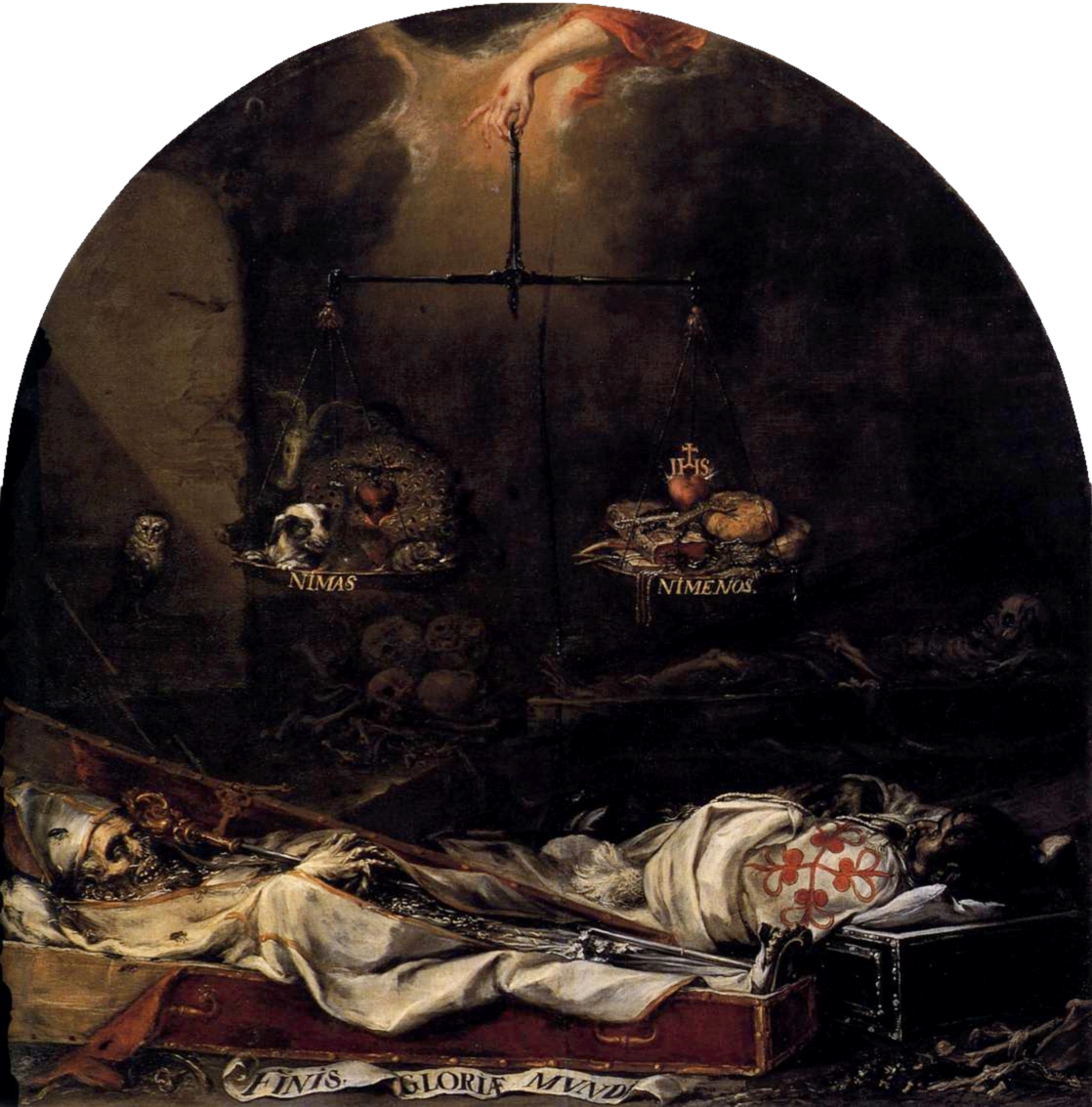
یک نقاشی از خوان د والدس لیل با نام افتخارات دنیوی به پایان رسید که در آن پیکر بی‌جان پاپ در تابوت به تصویر کشیده شده‌است، ۱۶۷۲ میلادی. این نقاشی اکنون در بیمارستان کاریداد در شهر سویا در اسپانیا نگهداری می‌شود.

افتخارات دنیوی چنین می‌گذرند (به لاتین: Sic transit gloria mundi)، جمله‌ای به لاتین است که به ناپایداری امور دنیوی اشاره دارد و احتمالاً از جمله‌ای گرفته شده که توماس آ کمپیس در کتاب تقلیدی از مسیح که در سال ۱۴۱۸ میلادی منتشر شد آورده‌است: O quam cito transit gloria mundi (بدین معنی که: افتخارات این جهان چه سریع می‌گذرند).
در مراسم معرفی پاپ جدید از سال ۱۴۰۹ میلادی (پاپ الکساندر پنجم) تا ۱۹۶۳ از این جمله استفاده می‌شد. در این مراسم، پاپی که به تازگی انتخاب شده از کلیسای سن پیترو به سدیا جستاتوریا می‌رود و در طول این راه یکی از کشیشان سه بار با شمعی بر راه او زانو می‌زند و این جمله را می‌گوید: «Sancte Pater, sic transit gloria mundi!» بدین معنی که ای پدر مقدس، افتخارات دنیوی چنین می‌گذرند؛ با این کار به پاپ تازه انتخاب‌شده یادآور می‌شوند که مقامات دنیوی زودگذر هستند و او نباید به آن دل ببندد.
امیلی دیکنسون در شعری کوتاه از این جمله استفاده کرده:
Sic transit gloria mundi
How doth the busy bee,
Dum vivimus vivamus,
I stay my enemy!
نسخه‌ای از این جمله (sic transit gloria) در فیلم راشمور به کارگردانی وس اندرسن بیان می‌شود که زمینه اصلی فیلم را مشخص می‌کند. گروه راک آمریکایی برند نیو از این جمله در آهنگی با نام Sic Transit Gloria... Glory Fades استفاده کرده‌است.